# سوکورادی (ناحیه ییچین)
سوکورادی (به چکی: Sukorady) یک منطقهٔ مسکونی در جمهوری چک است که در شهرستان ییچین واقع شده‌است.